# 达尼亚尔·艾哈迈托夫

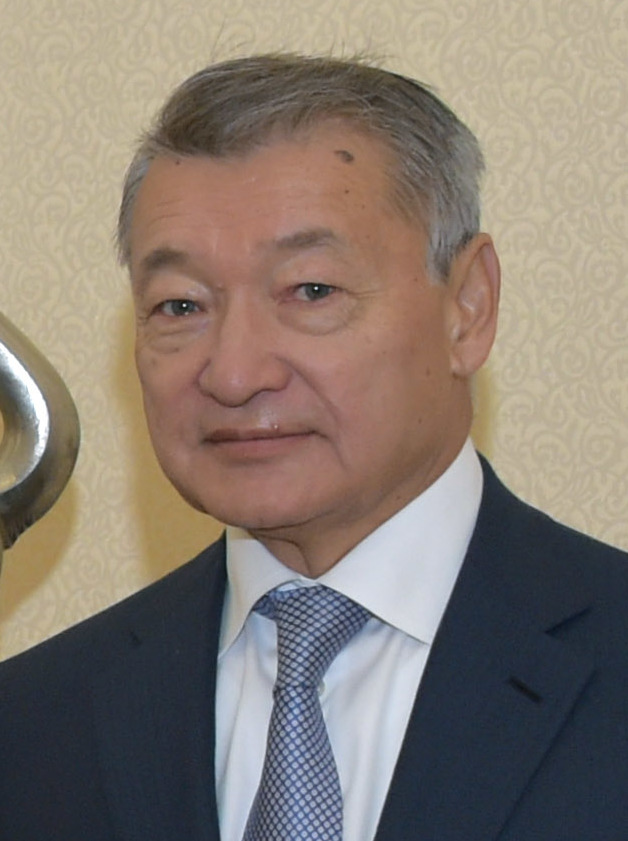
达尼亚尔·艾哈迈托夫

达尼亚尔·肯热塔耶维奇·艾哈迈托夫（羅馬化：Danial Kenjetaiūly Ahmetov，1954年6月15日—），哈萨克斯坦政治家。前哈萨克斯坦国防部长和陆军将领，2003年至2007年担任哈萨克斯坦总理 。评论家把他称作“终结者”，这是在他担任巴甫洛达尔州州长时镇压前州长加雷姆然·扎基亞諾夫支持者的一个绰号。2006年总统努尔苏丹·纳扎尔巴耶夫曾批评他的超支和其他行政错误。2007年1月8日他提出辞职，担任代总理。卡里姆·马西莫夫政府上台后，他成为国防部长，2009年6月被解职。

## 生平
艾哈迈托夫出生于哈萨克斯坦北部的巴甫洛达尔市，1976年毕业于巴甫洛达尔工业学院，获得建筑工程和经济学学位。1992年担任埃基巴斯图兹市長。1993年1月任巴甫洛达尔州州长。1997年12月任北哈萨克斯坦州州长。1999年10月任副总理，负责工业、能源、交通和通信部门。2001年至2003年任第一副总理，2003年6月起担任哈萨克斯坦总理。
2007年1月9日，纳扎尔巴耶夫总统提名副总理马西莫夫接替艾哈迈托夫作为总理。1月10日议会确认提名，随后艾哈迈托夫被任命为国防部长。
2009年6月17日。总统纳扎尔巴耶夫签署命令，解除了艾哈迈托夫国防部长的职务。据哈萨克斯坦总统新闻局宣布，哈国防部第一副部长、武装力量总参谋长穆赫塔爾·阿爾滕巴耶夫出任代理国防部长。据国际文传电讯社报道，艾哈迈托夫被解职可能跟今年3月和6月发生的两起军火库火灾事故有关。这两次事故总共造成4人死亡，17人受伤。此外，有消息称哈国防部前副部长马耶尔马诺夫在政府采购军品中涉嫌越权遭刑事调查也是原因之一。
艾哈迈托夫生有1男1女。